# Lunático

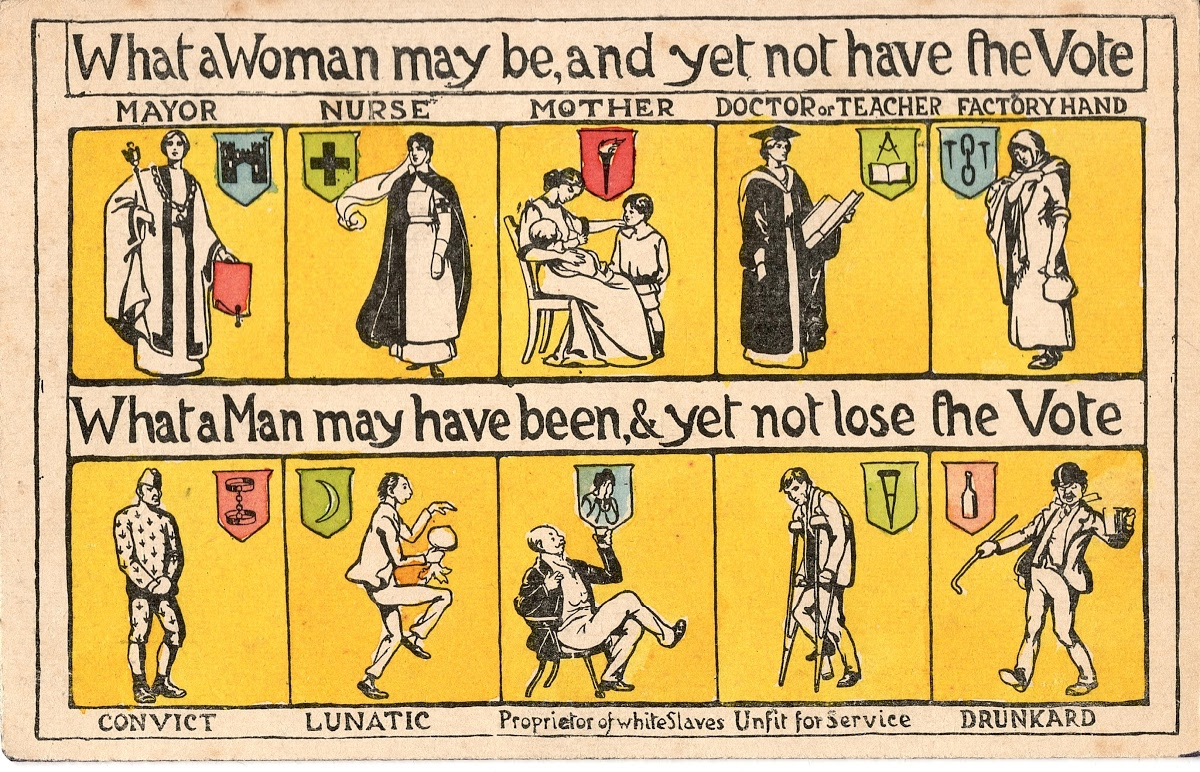
Um postal sufragista representando um lunático, simbolizado por uma lua.

Lunático é um termo antiquado que se refere a uma pessoa que é vista como mentalmente doente, perigosa, tola, ou louca —condições antes atribuídas a "lunatismo". A palavra deriva de lunaticus que significa "da Lua" ou "aluado".

## História

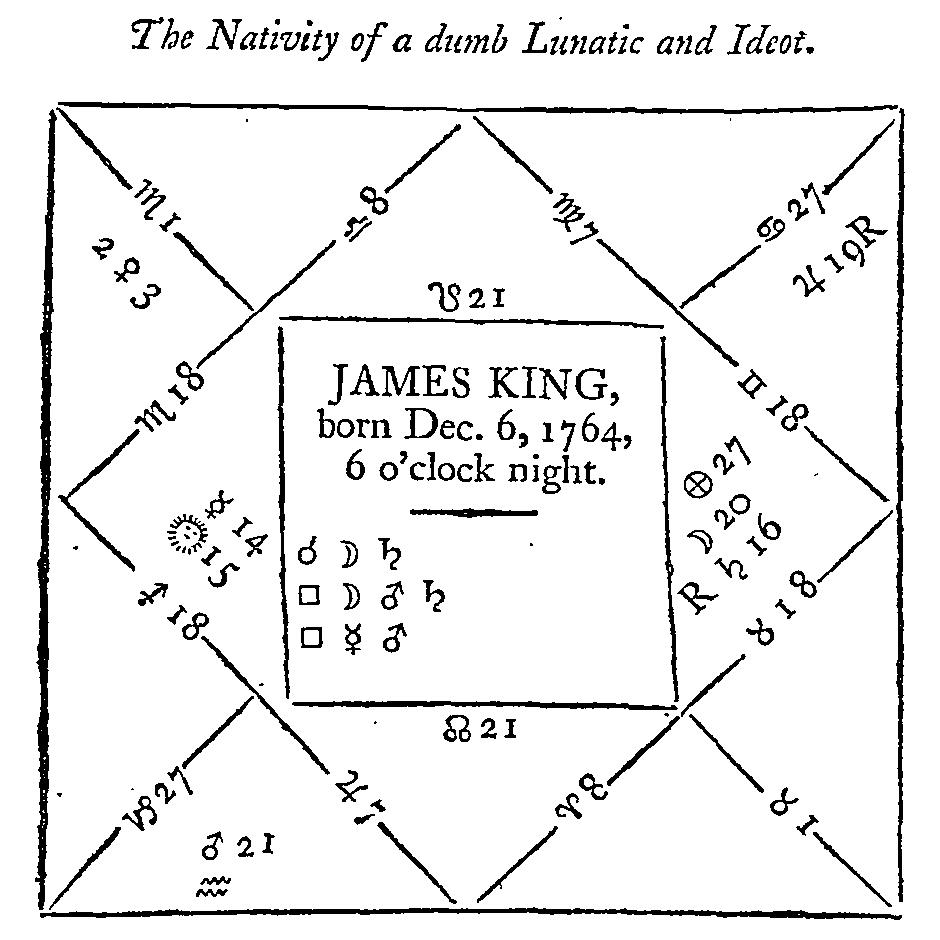
O horóscopo de um "lunático" de acordo com um astrólogo que descreve como as posições dos planetas Saturno e Marte em relação à lua são a causa de "doenças da mente".

O termo "lunático" deriva da palavra latina lunaticus, que originalmente se referia principalmente à epilepsia e à loucura, como doenças que se pensava serem causadas pela lua. A versão Rei Jaime da Bíblia registra "lunatick" no Evangelho de Mateus, que foi interpretado como uma referência à epilepsia. Nos séculos IV e V , os astrólogos costumavam usar o termo para se referir a doenças neurológicas e psiquiátricas. Filósofos como Aristóteles e Plínio, o Velho, argumentaram que a lua cheia induzia indivíduos insanos com transtorno bipolar, fornecendo luz durante as noites que de outra forma seriam escuras e afetando indivíduos suscetíveis através da conhecida rota da privação do sono. Até pelo menos 1700, também era uma crença comum que a lua influenciava febres, reumatismo, episódios de epilepsia e outras doenças.

## Uso do termo "lunático" na legislação
Na jurisdição da Inglaterra e País de Gales, os "Lunacy Acts 1890-1922" se referiam a "lunáticos", mas o Mental Treatment Act 1930 mudou o termo legal para "pessoa de mente insana".[carece de fontes?]
Em 5 de dezembro de 2012, a Câmara dos Representantes dos EUA aprovou uma legislação aprovada anteriormente pelo Senado dos EUA removendo a palavra "lunático" de todas as leis federais nos Estados Unidos. O presidente Barack Obama assinou o 21st Century Language Act de 2012 em lei em 28 de dezembro de 2012.
"De mente insana" ou non compos mentis são alternativas para "lunático", o termo mais conspícuo usado para insanidade na lei no final do século XIX.

## Distância lunar
O termo lunático às vezes era usado para descrever aqueles que procuravam descobrir um método confiável de determinar a longitude (antes de John Harrison desenvolver o método do cronômetro marinho para determinar a longitude, a principal teoria era o Método das Distâncias Lunares, avançado pelo Astrônomo Real Nevil Maskelyne). O artista William Hogarth retratou um "lunático de longitude" na oitava cena de seu trabalho de 1733 A Rake's Progress. Vinte anos depois, porém, Hogarth descreveu o cronômetro H-1 de John Harrison como "um dos movimentos mais requintados já feitos".
Mais tarde, os membros da Sociedade Lunar de Birmingham se autodenominaram lunáticos. Em uma época com pouca iluminação pública, a sociedade se reunia na noite de lua cheia ou próximo dela.